# Kleidotoma antennata
Kleidotoma antennata är en stekelart som först beskrevs av Giraud 1860.  Kleidotoma antennata ingår i släktet Kleidotoma, och familjen glattsteklar. Arten är reproducerande i Sverige.